# Criocerinae
Criocerinae là một phân họ bọ cánh cứng trong họ Chrysomelidae.

## Hình ảnh

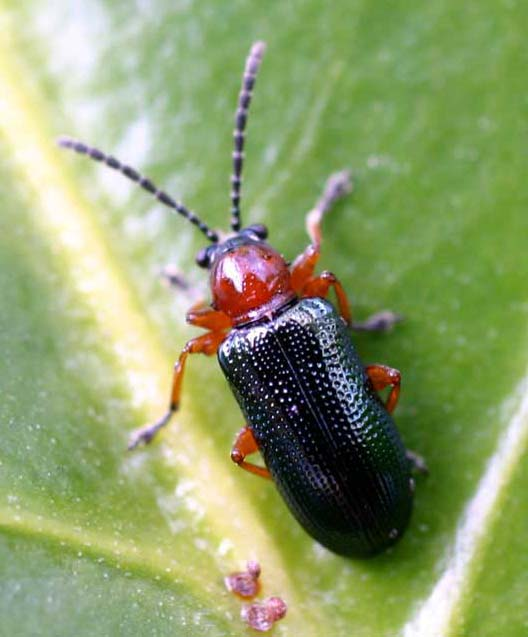
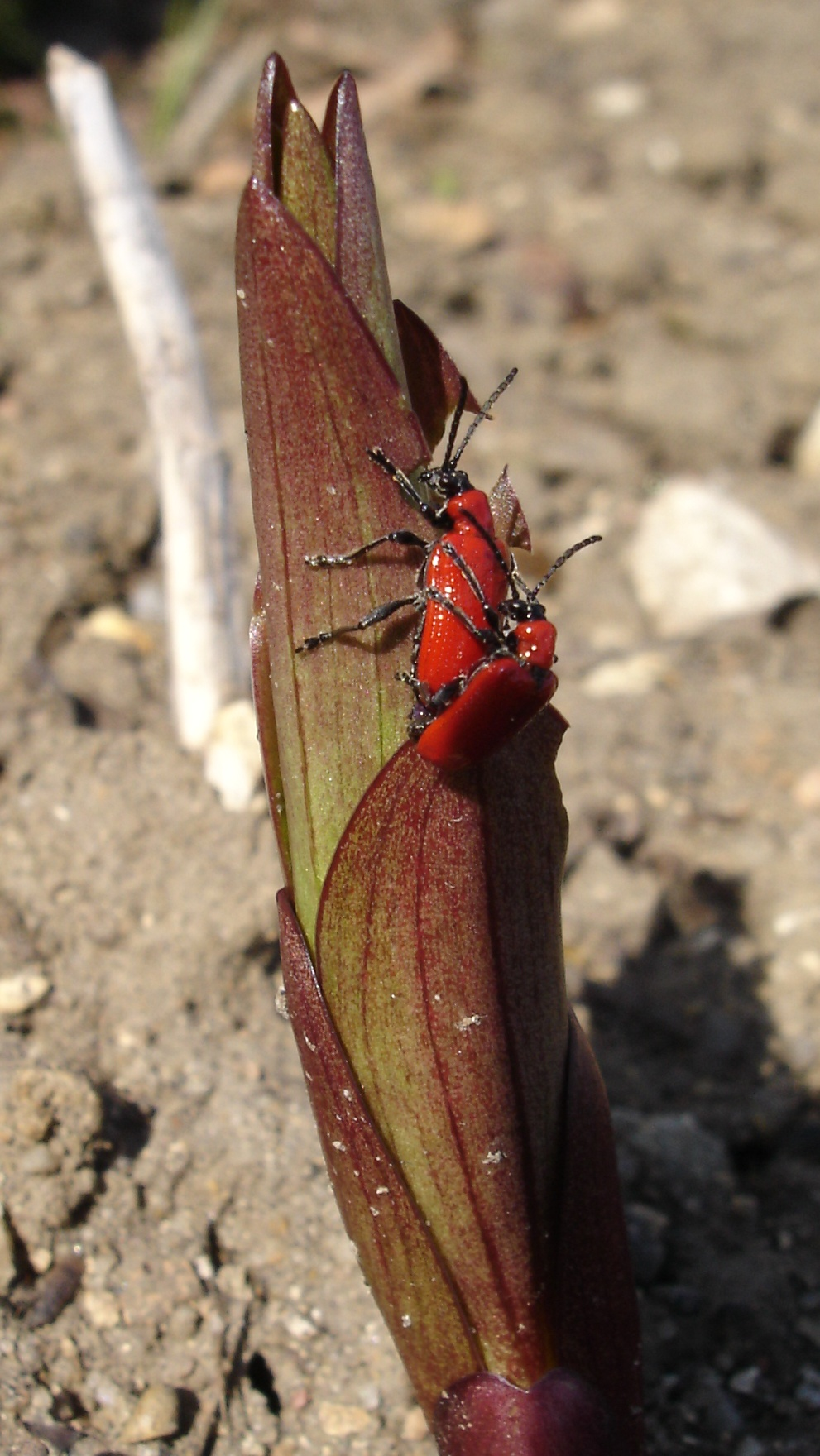
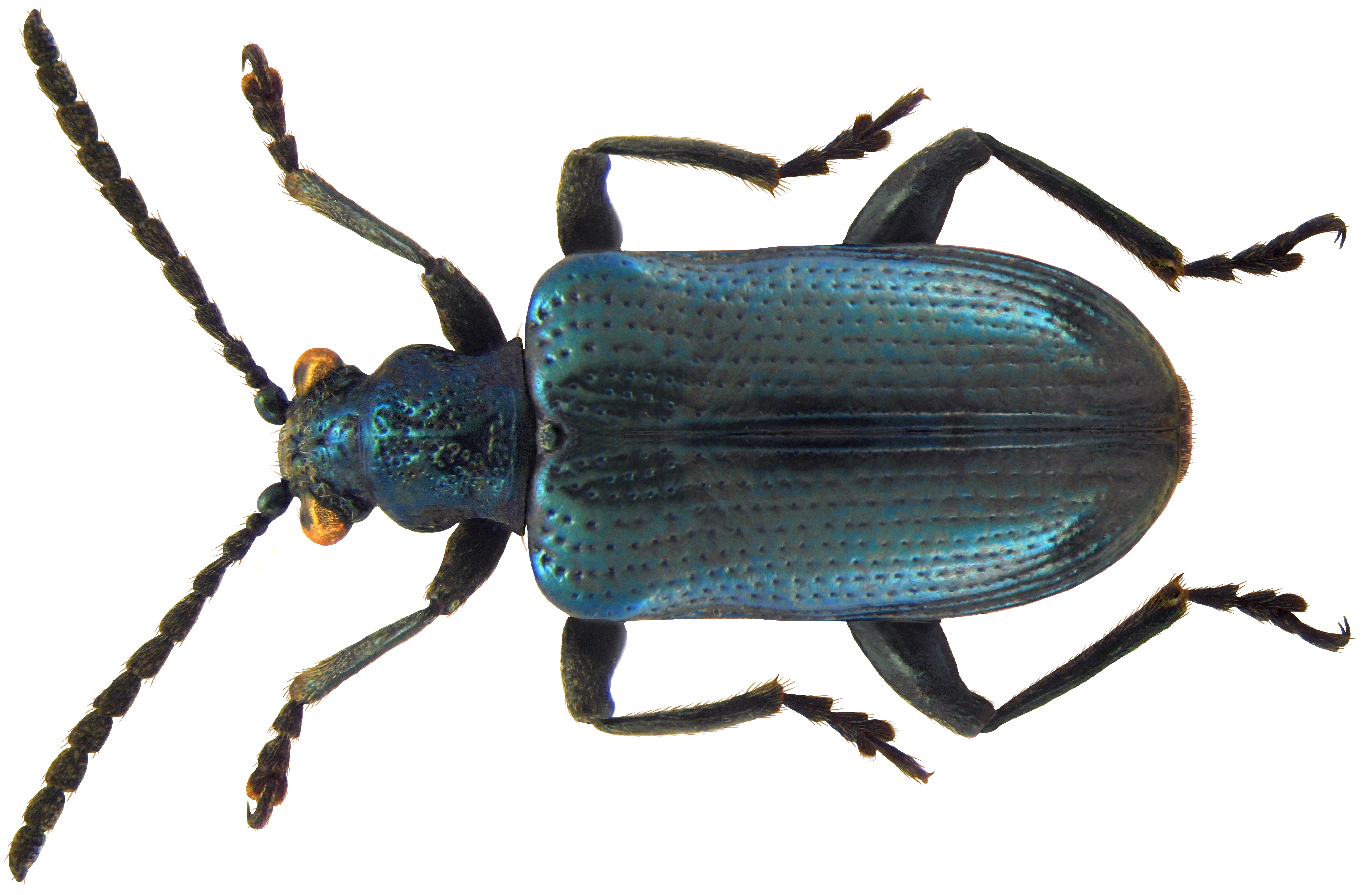
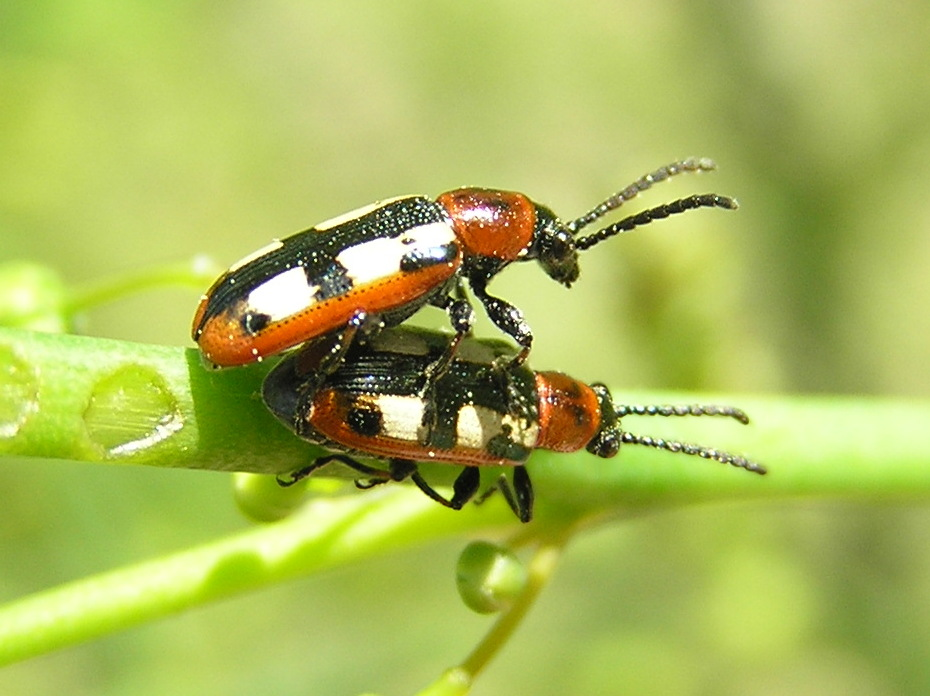

## Các chi
- Crioceris
- Lema
- Lilioceris
- Oulema